# Доттикон
Доттикон (нем. Dottikon) — коммуна в Швейцарии, в кантоне Аргау.
Входит в состав округа Бремгартен. Население составляет 3113 человек (на 31 декабря 2007 года). Официальный код — 4065.

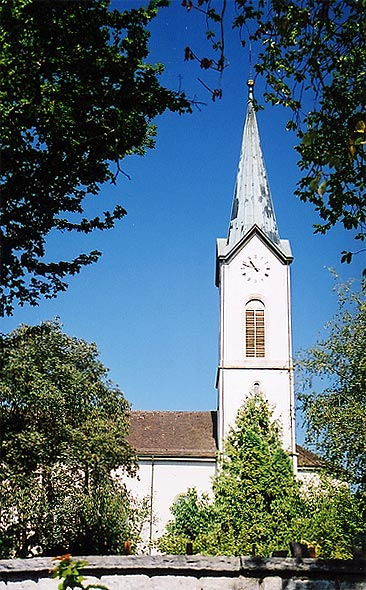
Католическая церковь св. Иоанна, построена в 1846